# Прљава испорука
Прљава испорука (енгл. The Drop) америчка је криминалистичка драма из 2014. редитеља Микаела Р. Роскама снимљена по мотивима из приповетке Склониште за животиње Дениса Лихејна који је такође написао сценарио за филм, а потом и роман под називом Прљава испорука. Главне улоге тумаче Том Харди, Номи Рапас и Џејмс Гандолфини, коме је ово уједно било последње појављивање на филму.

## Улоге
| Глумац            | Улога               |
| ----------------- | ------------------- |
| Том Харди         | Боб Сагиновски      |
| Номи Рапас        | Нађа                |
| Џејмс Гандолфини  | Марв                |
| Матјас Схунартс   | Ерик Дидс           |
| Џон Ортиз         | детектив Торес      |
| Елизабет Родригез | детективка Ромзи    |
| Мајкл Аранов      | Човка Умaров        |
| Морган Спектор    | Андре               |
| Мајкл Еспер       | Рарди               |
| Џејмс Фречвил     | Фиц                 |
| Тобијас Сегал     | Бри                 |
| Патриша Сквајер   | Мили                |
| Ен Дауд           | Доти                |
| Крис Саливан      | Џими                |
| Џек Димић         | чеченски криминалац |